# Боза (Италия)
 Тази статия е за градчето в Сардиния.  За питието вижте Боза.  
Бо̀за (на италиански и на сардински: Bosa) е градче и община в Южна Италия, провинция Ористано, автономен регион и остров Сардиния. Разположено е на 5 m надморска височина. Населението на общината е 7959 души (към 2010 г.).
До 2004 г. общината е част от провинция Нуоро.